# Ateriense
Al final del Paleolítico, surgió en el Magreb y el Sáhara la industria lítica Ateriense que se extendió aproximadamente del 38.000 a. C. al 10 000 a. C.).
Se considera la primera civilización prehistórica regional de África, después del Achelense, que abarcó a todo el continente. De esta cultura regional surgen sus sucesoras: el Ibero-Mauritano (u Oraniense), el Capsiense y el Keremiense (este último propio de la Argelia Occidental).
Los límites de la expansión territorial son, por el sur el paralelo 18, por el este Tripolitania, Libia, y parte de Egipto, y por el oeste el Río de Oro. Al parecer, a Egipto solo llegó una fase tardía, que no alcanzó todo el territorio. Salvo en Marruecos, el ateriense litoral es de factura arcaica, correspondiendo las formas más evolucionadas al interior de Marruecos y norte-centro de Sáhara.

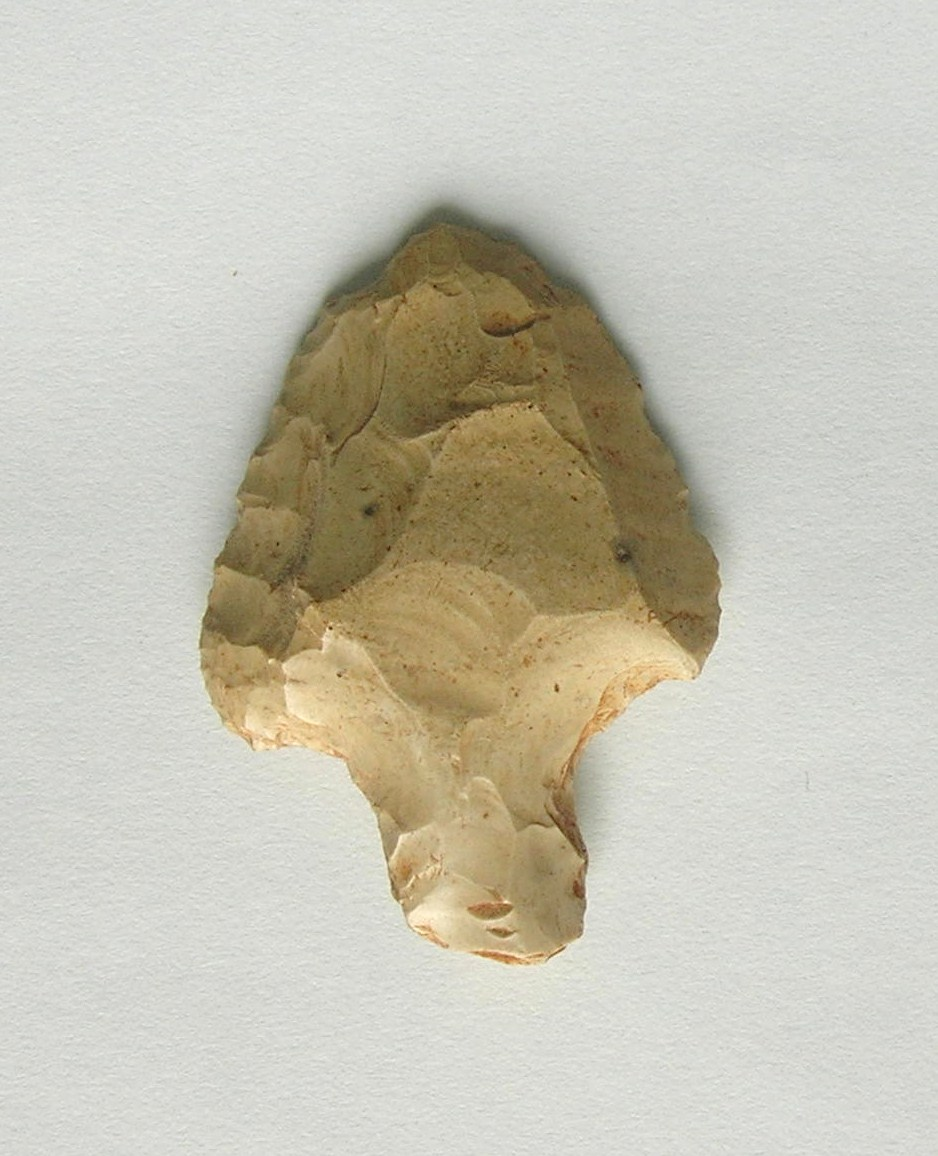
Punta pedunculada del Ateriense (Djelfa, Argelia)

Lo que caracteriza al ateriense es la industria lítica de puntas pedunculadas, aplicada a armas y utensilios.